# الصراع الداخلي في أزواد
كان الصراع الداخلي في أزواد تمردًا منذ عامين في شمال مالي بين جماعة قومية متطرفة مؤيدة للاستقلال، والحركة الوطنية لتحرير أزواد وتحالف من الجماعات الإرهابية الإسلاموية. بدأ الصراع عندما أعلن شمال مالي نفسه مستقلًا عن الحكومة مما أدى إلى إنشاء دولة أزواد غير المعترف بها. لقد شكل كل من الإسلامويين والحركة الوطنية لتحرير أزواد تحالفًا لمحاربة الحكومة المالية. اندلع صراع داخلي حول فرض الشريعة الإسلامية في الدولة الجديدة ونأت الحركة الوطنية لتحرير أزواد بنفسها عن التحالف نحو دولة ديمقراطية. اكتسب الإسلامويون شعبية بين القبائل المناهضة للطوارق مما ساعدهم على الإطاحة بسلطة الحركة الوطنية لتحرير أزواد في جاو. اشتبك الجانبان مرارًا وتكرارًا مما أدى إلى معركة جاو حيث تم طرد الحركة الوطنية لتحرير أزواد من المدينتين الرئيسيتين في الشمال، جاو وتمبكتو. سرعان ما فقدت الحركة الوطنية لتحرير أزواد جميع معاقلها في الشمال في غضون أشهر. لقد ذهبت الحركة للاختباء سرًا حتى تكتسب الدعم والقوة. أدت بداية عام 2013 إلى بدء التدخل الفرنسي في مالي الذي أطاح بالإسلاميين من مدن الشمال وأعاد السلطة المالية. دعمت الحركة الوطنية لتحرير أزواد القوات الفرنسية والتشادية في عمليات عسكرية ضد ملاذات الإسلاميين في الجبال. استعادت الحركة الوطنية لتحرير أزواد السيطرة على عدة بلدات مهمة في منطقة كيدال لكنها رفضت نزع سلاحها أو تسليمه إلى الحكومة المالية. وقعت سلسلة من الهجمات الإرهابية برعاية الإسلامويين ضد قوات الحركة الوطنية لتحرير أزواد لانحيازها للفرنسيين. استُهدفت نقاط التفتيش والقواعد بتفجيرات انتحارية استهدفت أعضاء الحركة الوطنية لتحرير أزواد. تم التوصل إلى اتفاق سلام مع الجيش المالي في يونيو يسمح للجيش بالعبور بحرية في المناطق التي تحتلها الحركة الوطنية لتحرير أزواد والتي كانت خاضعة لحكومة مالي. اندلع العنف العرقي بسبب مقتل عائلة من ضباط حكومة الطوارق. ردت الحركة الوطنية لتحرير أزواد بمضايقة وقتل المدنيين من الفولاني الذين يشكلون غالبية المتمردين الإسلامويين. صعَّد الإسلامويين من هجماتهم في إحدى هذه المذابح حيث ذبحوا 30 تاجرًا من الطوارق. ومنذ ذلك الحين، تقاتل الحركة الوطنية لتحرير أزواد الإسلاميين.

## المقدمة - الصراع
منذ استقلالها في أبريل 2012، كانت الحركة الوطنية لتحرير أزواد تشكك في تأثير الإسلامويين على مستقبل دولتهم الجديدة وتطبيق الشريعة الإسلامية. شجبت دول مختلفة، بما في ذلك فرنسا، تعاون الحركة الوطنية لتحرير أزواد مع الجماعات الإرهابية ورفضت الاعتراف بوضعها الجديد بسبب حوادث مختلفة في حربها ضد الحكومة المالية والتي تضمنت مذبحة قتل فيها 93 جنديًا ماليًا يُزعم أن الإسلاميين نفذوها. وقع حادثان رئيسيان في شوارع غاو تسببا في حدوث ارتباك عندما أطلق أعضاء الحركة الوطنية لتحرير أزواد النار على مدنيين كانوا يلوحون بعلم مالي، وهو ما أنكرته الحركة الوطنية لتحرير أزواد، وألقي باللوم فيها على الإسلامويين. لم يؤيد الكثيرون الدولة الجديدة لسيطرة أزواد والطوارق على أراضيهم. نمت شعبية ونفوذ الإسلامويين في أعداد فاق عدد المدافعين عن الحركة الوطنية لتحرير أزواد في جاو. تم الاستيلاء على المدينة في 27 يونيو، بسبب مشادة تصاعدت إلى معركة واسعة النطاق. أصيب الأمين العام للحركة الوطنية لتحرير أزواد بلال أغ شريف في المعركة التي أسفرت أيضًا عن مقتل أربعة عقداء. تم نهب مقر الحركة الوطنية لتحرير أزواد وأي مبنى حكومي مع استبدال علم أزواد بعلم الإسلامويين. تم إخلاء مدينة تمبكتو من قبل الحركة الوطنية لتحرير أزواد في اليوم التالي بعد إنذار نهائي للمغادرة. تصاعدت المقاومة ضد الحكم الإسلاموي في البلدات التي تدعمها الحركة الوطنية لتحرير أزواد ولكنها لم تشكل تهديدًا كبيرًا. وفي 16 نوفمبر، شنت الحركة الوطنية لتحرير أزواد هجومًا لاستعادة قاعدتها السابقة في مدينة جاو من الإسلامويين. لم يقطعوا شوطًا طويلًا قبل هزيمة جيشهم ومطاردتهم عبر حدود النيجر. أصيب تسعة من أعضاء الحركة الوطنية لتحرير أزواد بجروح أحدهم في حالة خطرة. كما قتل الاسلاميون 13 قتيلًا. وبعد أربعة أيام، شن الإسلامويين هجومهم الخاص على البلدات مع وجود الحركة الوطنية لتحرير أزواد. استسلم المدافعون عن مدينة ميناكا في حصار استمر لمدة يومين أسفر عن مقتل أحد أعضاء الحركة الوطنية لتحرير أزواد وسبعة متطوعين من الموالين للحركة الوطنية لتحرير أزواد للدفاع عن النفس، بمن فيهم الزعيم السياسي البارز الوابغات آغ سالكاتو. لا يُعرف عدد الاسلامويين الذين قُتلوا. كانت الحركة الوطنية لتحرير أزواد تأمل في إنشاء ميناكا كقاعدة مركزية لشن هجمات مضادة. وفي ديسمبر، بدأت الحركة الوطنية لتحرير أزواد النازحة الآن محادثات سلام مع الحكومة المالية وتخلت عن هدفها السابق للاستقلال لصالح الحكم الذاتي في شمال مالي. فر ما يقرب من نصف مقاتلي الحركة الوطنية لتحرير أزواد مقابل أجور أفضل نحو الفصائل الإسلامية منذ إعلان الاستقلال في أبريل 2012. في ذلك الوقت، لم تكن الحركة الوطنية لتحرير أزواد تسيطر على أي مواقع كبيرة وكانت قوية فقط في المناطق الصحراوية الريفية في الشمال، بعد أن طُردت من مدنها الحكومية المقترحة في الجنوب. وبحسب ما ورد كانت حشود القوات في صفوف الحركة الوطنية لتحرير أزواد تستعد لهجوم آخر.
في بداية عام 2013، استعادت الحركة الوطنية لتحرير أزواد مدينتها الرئيسية كيدال بعد أن تخلت عنها الضربات الجوية الفرنسية. رُفِع علم أزواد في كل بلدة أخذت منها دون قتال. شن المقاتلون الإسلامويون الذين يديرون جبال أدرار إيفوغاس هجومًغ إرهابيًا على المدن التي تسيطر عليها الحركة الوطنية لتحرير أزواد بتفجيرات انتحارية. ضربت الضربة الأولى بلدة خليل في 22 فبراير بعد انفجار وقع في نقطة تفتيش تابعة للحركة الوطنية لتحرير أزواد أسفر عن مقتل ثلاثة عناصر. قتلت الثانية في ذلك الأسبوع سبعة عناصر عند نقطة تفتيش أخرى في كيدال. استؤنف القتال في الشهر التالي مما أدى إلى معركة إن عرب. قُتل خمسة عناصر في معركة استمرت يومًا مع كتيبة النخبة الإرهابية بقيادة مختار بالمختار موقعي الدم. في يونيو 2013، اتفقت الحركة الوطنية لتحرير أزواد على وقف إطلاق النار مع الجيش المالي يسمح لهم بالحصول على سلطة على البلدات التي احتلتها الحركة الوطنية لتحرير أزواد، ومنح الحكم الذاتي للمدنيين الطوارق، ونزع سلاح الحركة الوطنية لتحرير أزواد باستثناء أغراض الدفاع عن النفس في منظمة سياسية. كما وافقت الحركة الوطنية لتحرير أزواد على التراجع عن مطالبتها بالاستقلال بدلًا من ذلك للحصول على قدر أكبر من الحكم الذاتي. استمر اتفاق السلام لأكثر من ثلاثة أشهر قبل أن يزعم الجانبان أنه تم انتهاكه. في نوفمبر، اشتبه الإسلامويون في مقتل أفراد من عائلة جنرال في جيش الطوارق المالي أدى إلى صراع عرقي بين الطوارق والإسلامويين من الفولاني. تصاعد الموقف في فبراير 2014، عندما قُتل 30 إلى 35 تاجرًا من الطوارق على أيدي إسلاميين الفولاني. استؤنفت الهجمات الانتقامية التي تستهدف إسلاميين الفولاني في مواجهة مسلحة أسفرت عن مقتل أحد أعضاء الحركة الوطنية لتحرير أزواد.